# 1040 (film)
1040 – amerykański film dokumentalny z 2010 roku skupiający się na sytuacji szybkiego rozwoju społeczno-gospodarczego Azji oraz doniosłych zmianach religijnych w obszarze znanym jako „Okno 10/40” – rejonie państw położonych pomiędzy 10. a 40. równoleżnikiem, znanym obecnie z największych prześladowań chrześcijan.